# Møllergård fra Ellested, Fyn (Frilandsmuseet)
Møllergården fra Ellested og vandmøllen fra Ellested på Fyn er genopført på Frilandsmuseet og viser bolig, stalde, have og fungerende mølleri som det så ud i 1890'erne.
Den kommer fra Ellested Sogn, der  ligger tæt ved Ørbæk mellem Nyborg og Ringe. Vandmøllen hed ”Nymølle” og lå tæt ved ”Gamle-mølle” ved samme vandløb, Ørbæk Å. Vandmøllen hørte først under godset Glorup, men overgik senere til godset Lykkesholm. Vandmøllen blev i 1943 foræret til Frilandsmuseet af hofjægermester Sehestedt Juul fra Lykkesholm i. Møllen blev taget ned i 1949 og i 1964 åbnede stuehus og mølleri på Frilandsmuseet. Nogle grundforhold på museet gjorde, at der ikke var plads til udlængerne, så ikke før 1996 stod hele anlægget færdigt med stuehus, mølleri, stalde, lo, lader og vognport. 
De ældste bygninger er fra slutningen af 1700-tallet, og genopførelsesperioden er 1890erne. Bygningerne blev genopført efter nyere idéer, idet museet ønskede at vise, hvordan tiden havde sat sine spor i form af skævheder og uregelmæssigheder i stedet for at vise bygningen i sin oprindelige skikkelse eller som en ren type. Haven blev også opmålt og der blev indsamlet planter, så haven fremstår som den var på hjemstedet i 1890erne med lindetræer, bregner og et lysthus med en kasseret møllesten som havebord.

## Møllerens plads i samfundet
Mølleren tilhørte toppen af samfundspyramiden på landet. Han var ofte en velhavende mand, da han havde indtægter både fra mølleri og landbrug. Han omgikkes hofjægermesteren, præsten og andre af de lokale spidser og var hurtig til at optage nye idéer fra byerne, som f.eks. nyt maskineri, indretningstendenser, planter til haven og juletraditioner. Der var også tid og råd til at læse, spille klaver og slappe af. 

## Anna Hellesen
Fra 1825 og til Frilandsmuseets overtagelse i 1948 var vandmøllen forpagtet ud til familien Hellesen i flere generationer af møllere. Husholdet bestod i 1890erne af otte personer: mølleren, hans kone, deres to børn samt en kusk som også passede landbruget, en møllersvend, en tjenestepige og en tjenestedreng. Denne sidste møllers datter, Anna Hellesen som var født i 1879, blev aldrig gift men blev boende alene efter hendes forældre var døde. Som det ofte ses, foretog hun meget få ændringer på bygningerne og sammen med en stor lænkehund, værnede hun om hvad hendes forældre havde skabt. Da museet overtog gården, fulgte store mængder af møbler, redskaber, gangklæder og legetøj med. Ikke mindst var Anna Hellesens beretninger om det levede liv i bygningerne, yderst værdifulde da bygningerne skulle indrettes.  Anna Hellesen var med til indvielsen af bygningen i 1964 og var overordentlig tilfreds med resultatet. Hun følte sig så meget hjemme, at hun havde svært ved at forstå at hun ikke skulle overnatte i huset.

## Bygningerne
Møllen ligger for enden af en hulvej, præcis som på sit hjemsted. Mølleriet er bygget i forlængelse af stuehuset. Hele anlægget består af to ikke helt parallelle længer med en bryggersudbygning på stuehuset samt en lille vognlænge hvor der er også er plads til lidt fjerkræ og et lokum med direkte forbindelse til åen nedenfor. Udlængerne er kommet til af flere omgange. Hestestalden er den ældste, bygget af tømmer dendrokronologisk dateret til 1778 og de øvrige stalde, lader og lo er kommet til i 1830erne og 1850erne. På museet står udlængerne hvidkalkede over tømmer og tavl. Stuehus og mølleri er gulkalket. Bindingsværk på stuehus samt alle døre og porte er malet rødbrune med dodenkop iblandet kærnemælk og linolie. Hele anlægget er tækket med rør.

## Mølleriet
Bygningernes placering på Frilandsmuseet ganske tæt ved Mølleåen gør det muligt at låne vand derfra og dermed vise, hvordan en vandmølle fungerer. Vandet fra den opstemmede mølledam føres via malekarm videre til stigbord og ned over de to store overfaldshjul. Et tredje stigbord fører til en frisluse, der kan lede vandet udenom vandhjulene, når møllen ikke er i brug. Reguleringen af vandet til de to vandhjul foregår fra en lem i gavlen ved hjælp af en lang stang til hvert stigbord. 
Vandhjulet nærmest mølledammen trækker en melsigte, en havrevalse og en rugkværn, der dog også blev brugt til hvede efterhånden som denne kornsort vandt frem. Kraftoverføringen til kværnakslen foregår ved hjælp af et stort gravhjul, som kører rundt nedenunder gulvet og er forbundet til den øverste kværnsten, ”løberen”, i den indbyggede kværn. Over denne kasse er en trætragt hvorigennem kornet bliver hældt i kværnen enten fra en sæk eller gennem den øvre tragt på mølleloftet.  I det modsatte hjørne er en grynkværn, som trækkes af det andet vandhjul. Den har, ligesom skalkværnen, der er skjult i gulvet, været anvendt ved fremstilling af byggryn. Derudover findes en grynsorterer, en rensemaskine og en havrevalse der ligger under gulvet. Der er desuden to former for hejseværk trukket af vandkraften, det ene med et reb til sække, som skal op på mølleloftet, det andet i form af en stadigt roterende elevator, der fører det malede mel fra kværnen op til melsigten. Ved hjælp af et remtræk tværs over gårdspladsen har kraften fra vandhjulene også kunnet trække et tærskeværk placeret i laden overfor mølleriet. 
Mølleren fik betaling i form af korn og han brugte toldekoppen til at tage sin andel af kornet. Toldekoppen indeholdt et fastsat rummål. Dette korn brugte mølleren selv i sin husholdning og videresolgte resten til købstædernes købmænd. Udenfor døren hænger bremseskoen til hestevognene, så vognhjulet stod stille når den tunge vogn kørte ned gennem hulvejen.  

## Indretningen
Møllerstuen er indrettet lidt gammeldags i forhold til de øvrige stuer. Den var daglig opholdsstue for familien og for kunderne som ventede på deres mel – naturligvis efter princippet først-til-mølle. På skrivepulten ligger protokollen med navnene på møllens kunder, hvis forbogstaver går igen på alle sækkene oppe på mølleloftet. I møllerstuen blev i hvert fald nogle af møllegæsterne budt ind, mens de ventede på deres mel. De kunne bydes på et krus øl og et stop tobak. Her kunne også købes mad og drikke og i de travle højtider, kunne bonden vente længe og risikere at formøble temmelig meget af sit eget korn, før turen gik hjemad.
Der kunne laves mad på kakkelovnen, da der bag lågerne er to fyrhuller med ringe. Tæt ved kakkelovnen, af fynsk fabrikat, er en legekrog, hvor børnene har både spist og leget. Under loftet hænger et bur til en kanariefugl. I alkoven har tjenestepigen sovet.
I køkkenet er et stort brændekomfur i den åbne skorsten. Det er et overgangsfænomen, beregnet til indbygning, da det kun består af to jernplader; oversiden og forsiden. Relativt enkelt og billigt har man opnået fordelene ved det lukkede komfur og undgået det åbne ildsteds gener i form af sod i maden og træk i hele køkkenet. Rundt omkring er husholdningsredskaber, en tallerkenrække og den store nyhed i køkkenet på denne tid; kødhakkemaskine. Vand blev hentet fra en kilde i skoven eller evt. fra mølledammen efter overfladevandet var strøget til side. Der var en brønd i stalden, men det var kun til at vande køerne.
Af nyheder ses også soveværelset hvor der er fristående enkelte senge med sengetæpper på og natpotte under. Som noget nyt, er der indrettet værelser til børnene og gæster på loftet.
Stuerne er moderne med gardiner, potteplanter, tapeter, fotografier og nips. Møblerne er polstrede og behagelige. Der er et harmonium hvor børnene har spillet. Når møllerfamilien holdt selskab, blev storstuen i enden af huset også taget i brug. Mølleren har indrettet sig efter nyeste mode i 1890'erne, præcis som borgerskabet i købstæderne. Dog er møblementet, materialer og dekoration mere enkel og rustik end det ses i de fornemme lejligheder og villaer i større byer, se for eksempel Nationalmuseets klunkehjem.

## Eksterne kilder og henvisninger
- Wikimedia Commons har flere filer relateret til Møllergård fra Ellested, Fyn (Frilandsmuseet)
- Erichsen, John (red.): Frilandsmuseets fynske vandmølle. Frilandsmuseet og Greens Forlag 1998
- Michelsen, Peter: Frilandsmuseet ved Sorgenfri. Nationalmuseet 1984
- Frilandsmuseets vejleder, Nationalmuseet 2007
- Om møllen (Webside ikke længere tilgængelig) på Frilandsmuseets websted
- Om møllen Arkiveret 14. december 2012 hos  Wayback Machine i Møllearkivet

55°47′9.3″N 12°29′43.1″Ø / 55.785917°N 12.495306°Ø